# Jag har lämnat allt för Jesus
Jag har lämnat allt för Jesus är en sång utan angiven upphovsman från Frälsningsarméns sångbok Nya Stridssånger 1889. Dess titel är "Perleporten" men dess innehåll skiljer sig från den psalm som senare blev känd under namnet Pärleporten. I Pingströrelsens Segertoner 1930 anges Frälsningsarméns Herbert Booth vara dess författare, men i senare upplagor att det är Sarah Graham och Peter August Andersson som skrivit texten 1887 respektive översatt texten 1888. I motsvarigheten till koralbok för Frälsningsarméns sångbok 1943 (Musik till Frälsningsarméns sångbok 1945) anges frälsningssoldaten Sarah Graham eller Henry Francis Lyte vara författare och kompositör E. F. Coffin från 1887. Oscar Lövgren anger i sin bok "Psalm och sånglexikon" att sången tillskrivs Sarah Graham med den engelska titeln "I have giv'n up all for Jesus". Sången förekom första gången 1888 i en av samlingarna som kallas Sankeys sånger ("Sankeys Sacred Songs") med uppgiften att texten hämtats från "Salvation Army Musical Board" och att den första översättningen gjordes för tidningen Stridsropet i maj 1888 av kapten Peter Andersson. Senare kom texten att ändras något i Frälsningsarméns sångbok 1959 då titelraden blev "Jag har valt att följa Jesus"
Likheten med rytmen i Som en härlig gudomskälla är slående, men dess tonsättare (Alfred Dulin) var inte född vid psalmens publicering i Nya Stridssånger.

## Publicerad som
- Nr 15 i Nya Stridssånger 1889
- Nr 147 i Musik till Frälsningsarméns sångbok 1907
- Nr 243 i Segertoner 1922
- Nr 279 i Frälsningsarméns sångbok 1929 under rubriken "Jubel, erfarenhet och vittnesbörd".
- Nr 243 i Segertoner 1930
- Nr 307 i Frälsningsarméns sångbok 1943
- Nr 243 i Segertoner 1960
- Nr 539 i Frälsningsarméns sångbok 1968 med ny titelrad ("Jag har valt att följa Jesus") under rubriken "Evighetshoppet".